# 榊原良行

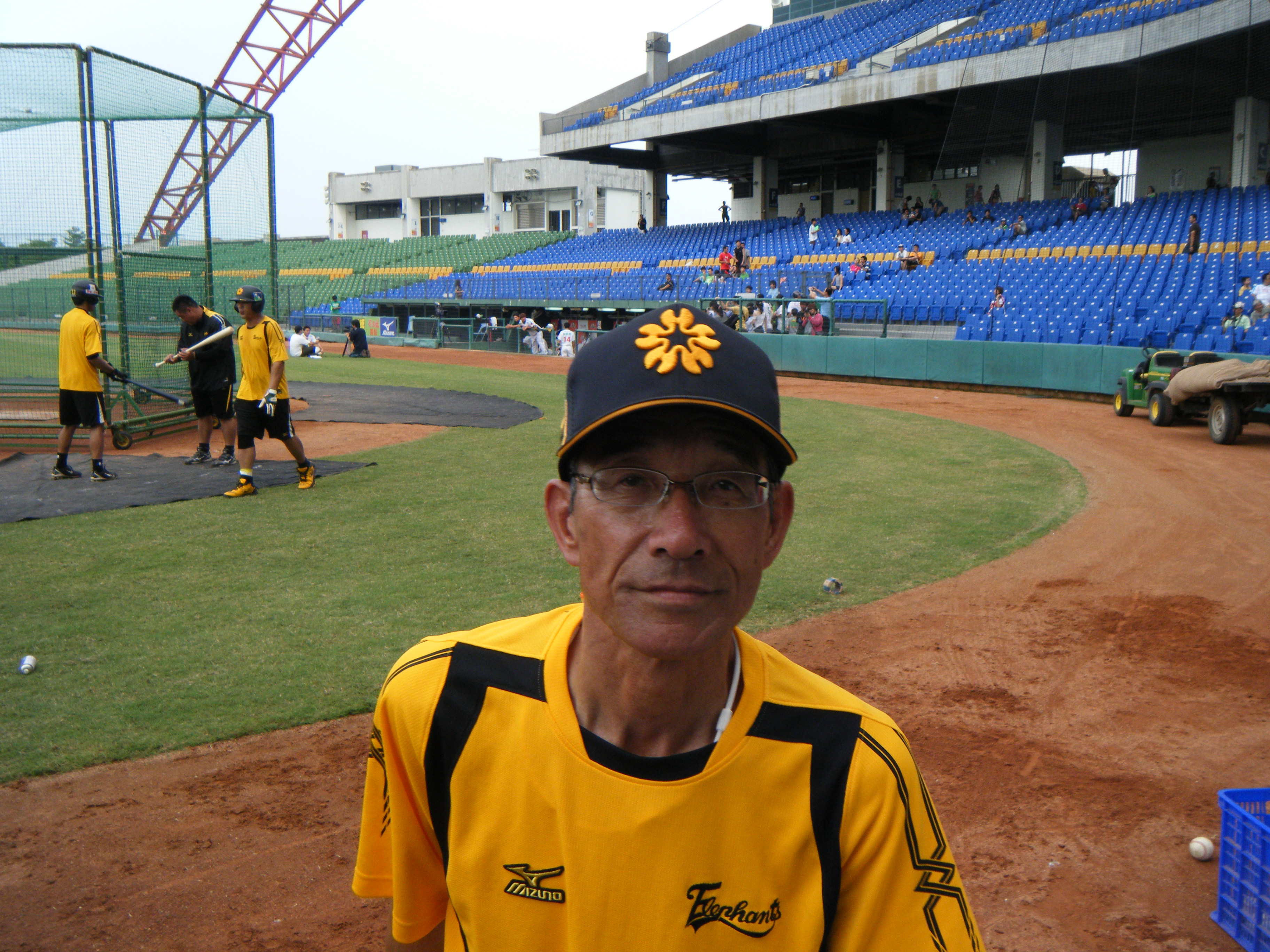
榊原良行

榊原良行（日语：／ Sakakibara Yoshiyuki，1949年6月13日—2023年11月26日），日本棒球選手，靜岡縣濱松市出身。榊原於1975年至1981年效力於阪神虎隊，1982年至1984年在日本火腿鬥士隊效力，從球員退役後在日本火腿、阪神虎、中日龍及京都火鳥擔任守備、跑壘教練。1999年受到兄弟象總教練中山俊丈邀請至臺灣擔任首席教練，直至2005年球季結束；更曾在2004年代理林易增總教練執教3場比賽。後來在2011年受到陳瑞振總教練的邀請，再度前往臺灣擔任首席教練，協助兄弟象隊爭取連霸。2013年至2014年在台灣的崇越科技棒球隊擔任首席教練。

## 經歷
- 濱松商業高校青棒隊
- 日本中央大學棒球隊
- 日本樂器（日语：ヤマハ硬式野球部）隊（業餘社會人球隊）
- 日本職棒阪神虎隊
- 日本職棒日本火腿隊
- 日本職棒阪神虎隊教練
- 日本職棒中日龍隊教練
- 日本職棒阪神虎隊教練
- 中華職棒兄弟象隊首席教練
- 中華職棒兄弟象隊內野守備教練
- 中華職棒兄弟象隊代理總教練
- 中華職棒兄弟象隊首席教練
- 京都火鳥隊教練
- 崇越科技棒球隊首席教練

## 外部連結
- 榊原良行在台灣棒球維基館上的頁面（繁體中文）
- 榊原良行在日本職棒（英语）
- 榊原良行在Baseball-Reference.com（小聯盟以及海外聯盟）（英语）